# (12257) Lassine
(12257) Lassine est un astéroïde de la ceinture principale.

## Description
(12257) Lassine est un astéroïde de la ceinture principale. Il fut découvert le 3 avril 1989 à La Silla par Eric Walter Elst. Il présente une orbite caractérisée par un demi-grand axe de 2,54 UA, une excentricité de 0,13 et une inclinaison de 13,5° par rapport à l'écliptique.

## Compléments